# Juià
Juià település Spanyolországban, Girona tartományban. Juià Girona, Celrà, Bordils, Sant Martí Vell és Quart községekkel határos. Lakosainak száma 342 fő (2024).

## Népesség
A település népessége az elmúlt években az alábbi módon változott:
| Lakosok száma | 181  | 476  | 356  | 341  | 274  | 287  | 326  | 340  | 323  | 342  |
|               | 1717 | 1887 | 1936 | 1960 | 1986 | 2004 | 2009 | 2014 | 2019 | 2024 |